# 松平康爵
松平 康爵（まつだいら やすたか）は、江戸時代後期の大名。石見国浜田藩主、陸奥国棚倉藩主。官位は従五位下・左近将監、周防守。松井松平家9代。

## 生涯
文化7年（1810年）、浜田藩の先代藩主・松平康任の次男として誕生した。天保2年（1831年）8月26日、兄・康寿の早世により嫡子となる。同年11月1日、11代将軍・徳川家斉に拝謁する。同年12月16日、従五位下・左近将監に叙任する。父が国禁とされている密貿易（竹島事件）によって天保6年12月9日（1835年）に強制隠居の上で永蟄居処分となったため、その跡を受けて家督を相続した。しかし密貿易による処罰はなおも続き、天保7年（1836年）3月12日に陸奥棚倉に懲罰的な移封を命じられた。
嘉永7年（1854年）9月16日、家督を弟で養子の康圭に譲って隠居する。慶応4年（1868年）5月8日に死去した。享年59。

## 系譜
父母
- 松平康任（実父）

正室
- 稲葉雍通の娘

子女
- 松平康済
- 九鬼隆義継室

養子女
- 松平康圭 - 康任の三男
- 新庄直彪正室 - 新庄直行の娘